# Peltolammi
Peltolammi eller Peltolampi är en sjö i Finland. Den ligger i kommunen Tammerfors i landskapet Birkaland, i den södra delen av landet, 160 km norr om huvudstaden Helsingfors. Peltolammi ligger 125 meter över havet. Arean är 16,6 hektar och strandlinjen är 1,84 kilometer lång. Sjön  ingår i Kumo älvs huvudavrinningsområde.   I omgivningarna runt Peltolammi växer i huvudsak blandskog.